# Lijst van spoorwegstations in het Verenigd Koninkrijk - C
Dit is een lijst van spoorwegstations in het Verenigd Koninkrijk waarvan de naam begint met een C.
| Station                     | Code | Graafschap/ County/ City | District                  | Beheerder                    | Passagiers in/uit 2004-2005 (mln) | Passagiers in/uit 2005-2006 (mln) | Passagiers in/uit 2006-2007 (mln) | Passagiers in/uit 2007-2008 (mln) | Passagiers in/uit 2008-2009 (mln) |
| --------------------------- | ---- | ------------------------ | ------------------------- | ---------------------------- | --------------------------------- | --------------------------------- | --------------------------------- | --------------------------------- | --------------------------------- |
| Cadoxton                    | CAD  | Vale of Glamorgan        |                           | Transport for Wales          | 0,198                             | 0,209                             | 0,228                             | 0,253                             | 0,261                             |
| Caergwrle                   | CGW  | Flintshire               |                           | Transport for Wales          | 0,025                             | 0,021                             | 0,02                              | 0,021                             | 0,02                              |
| Caerphilly                  | CPH  | Caerphilly               |                           | Transport for Wales          | 0,62                              | 0,6                               | 0,609                             | 0,606                             | 0,598                             |
| Caersws                     | CWS  | Powys                    |                           | Transport for Wales          | 0,025                             | 0,028                             | 0,03                              | 0,034                             | 0,034                             |
| Caldicot                    | CDT  | Monmouthshire            |                           | Transport for Wales          | 0,06                              | 0,06                              | 0,07                              | 0,072                             | 0,08                              |
| Caledonian Road & Barnsbury | CIR  | Groot-Londen             | Islington                 | London Overground            | 0,117                             | 0,136                             | 0,442                             | 0,608                             | 0,474                             |
| Calstock                    | CSK  | Cornwall                 | Caradon                   | Great Western Railway        | 0,024                             | 0,021                             | 0,023                             | 0,027                             | 0,031                             |
| Cam and Dursley             | CDU  | Gloucestershire          | Stroud                    | Great Western Railway        | 0,064                             | 0,072                             | 0,092                             | 0,115                             | 0,132                             |
| Camberley                   | CAM  | Surrey                   | Surrey Heath              | South West Trains            | 0,344                             | 0,355                             | 0,377                             | 0,433                             | 0,45                              |
| Camborne                    | CBN  | Cornwall                 | Kerrier                   | Great Western Railway        | 0,147                             | 0,157                             | 0,182                             | 0,194                             | 0,216                             |
| Cambridge                   | CBG  | Cambridgeshire           | Cambridge                 | National Express East Anglia | 6,06                              | 6,137                             | 6,522                             | 6,998                             | 7,572                             |
| Cambridge Heath             | CBH  | Groot-Londen             | Tower Hamlets             | National Express East Anglia | 0,046                             | 0,043                             | 0,114                             | 0,174                             | 0,15                              |
| Cambuslang                  | CBL  | South Lanarkshire        |                           | ScotRail                     | 0,482                             | 0,557                             | 0,579                             | 0,605                             | 0,763                             |
| Camden Road                 | CMD  | Groot-Londen             | Camden                    | London Overground            | 0,578                             | 0,689                             | 2,006                             | 1,935                             | 1,415                             |
| Camelon                     | CMO  | Falkirk                  |                           | ScotRail                     | 0,083                             | 0,09                              | 0,09                              | 0,097                             | 0,097                             |
| Canley                      | CNL  | West Midlands            | Coventry                  | West Midland Trains          | 0,058                             | 0,069                             | 0,078                             | 0,09                              | 0,184                             |
| Cannock                     | CAO  | Staffordshire            | Cannock Chase             | West Midland Trains          | 0,122                             | 0,125                             | 0,142                             | 0,148                             | 0,183                             |
| Canonbury                   | CNN  | Groot-Londen             | Islington                 | London Overground            | 0,128                             | 0,165                             | 0,789                             | 0,719                             | 0,561                             |
| Canterbury East             | CBE  | Kent                     | Canterbury                | Southeastern                 | 0,41                              | 0,429                             | 1,64                              | 1,618                             | 1,575                             |
| Canterbury West             | CBW  | Kent                     | Canterbury                | Southeastern                 | 2,015                             | 2,172                             | 1,135                             | 1,351                             | 1,391                             |
| Cantley                     | CNY  | Norfolk                  | Broadland                 | National Express East Anglia | 0,011                             | 0,011                             | 0,011                             | 0,018                             | 0,018                             |
| Capenhurst                  | CPU  | Cheshire                 | Cheshire West and Chester | Merseyrail                   | 0,058                             | 0,053                             | 0,044                             | 0,06                              | 0,075                             |
| Carbis Bay                  | CBB  | Cornwall                 | Penwith                   | Great Western Railway        | 0,066                             | 0,024                             | 0,006                             | 0,008                             | 0,008                             |
| Cardenden                   | CDD  | Fife                     |                           | ScotRail                     | 0,044                             | 0,048                             | 0,049                             | 0,05                              | 0,056                             |
| Cardiff Bay                 | CDB  | Cardiff                  |                           | Transport for Wales          | 0,246                             | 0,274                             | 0,404                             | 0,519                             | 0,595                             |
| Cardiff Central             | CDF  | Cardiff                  |                           | Transport for Wales          | 7,743                             | 8,358                             | 9,127                             | 9,875                             | 10,485                            |
| Cardiff Queen Street        | CDQ  | Cardiff                  |                           | Transport for Wales          | 2,073                             | 2,126                             | 2,232                             | 2,486                             | 2,56                              |
| Cardonald                   | CDO  | Glasgow City             |                           | ScotRail                     | 0,096                             | 0,119                             | 0,118                             | 0,115                             | 0,181                             |
| Cardross                    | CDR  | Argyll and Bute          |                           | ScotRail                     | 0,186                             | 0,197                             | 0,194                             | 0,204                             | 0,238                             |
| Carfin                      | CRF  | North Lanarkshire        |                           | ScotRail                     | 0,056                             | 0,059                             | 0,067                             | 0,069                             | 0,085                             |
| Cark and Cartmel            | CAK  | Cumbria                  | South Lakeland            | Northern Rail                | 0,047                             | 0,044                             | 0,037                             | 0,051                             | 0,049                             |
| Carlisle                    | CAR  | Cumbria                  | Carlisle                  | Virgin Trains                | 1,17                              | 1,297                             | 1,366                             | 1,47                              | 1,515                             |
| Carlton                     | CTO  | Nottinghamshire          | Gedling                   | East Midlands Railway        | 0,015                             | 0,017                             | 0,018                             | 0,018                             | 0,019                             |
| Carluke                     | CLU  | South Lanarkshire        |                           | ScotRail                     | 0,226                             | 0,254                             | 0,267                             | 0,275                             | 0,314                             |
| Carmarthen                  | CMN  | Carmarthenshire          |                           | Transport for Wales          | 0,289                             | 0,294                             | 0,323                             | 0,348                             | 0,365                             |
| Carmyle                     | CML  | Glasgow City             |                           | ScotRail                     | 0,08                              | 0,1                               | 0,102                             | 0,106                             | 0,132                             |
| Carnforth                   | CNF  | Lancashire               | Lancaster                 | First TransPennine Express   | 0,15                              | 0,157                             | 0,151                             | 0,175                             | 0,177                             |
| Carnoustie                  | CAN  | Angus                    |                           | ScotRail                     | 0,056                             | 0,067                             | 0,071                             | 0,146                             | 0,092                             |
| Carntyne                    | CAY  | Glasgow City             |                           | ScotRail                     | 0,11                              | 0,128                             | 0,135                             | 0,151                             | 0,203                             |
| Carpenders Park             | CPK  | Hertfordshire            | Three Rivers              | London Overground            | 0,366                             | 0,38                              | 0,461                             | 0,42                              | 0,264                             |
| Carrbridge                  | CAG  | Highland                 |                           | ScotRail                     | 0,002                             | 0,003                             | 0,004                             | 0,005                             | 0,004                             |
| Carshalton                  | CSH  | Groot-Londen             | Sutton                    | Southern                     | 0,797                             | 0,798                             | 1,122                             | 1,261                             | 1,167                             |
| Carshalton Beeches          | CSB  | Groot-Londen             | Sutton                    | Southern                     | 0,578                             | 0,505                             | 0,847                             | 0,874                             | 0,799                             |
| Carstairs                   | CRS  | South Lanarkshire        |                           | ScotRail                     | 0,012                             | 0,015                             | 0,014                             | 0,013                             | 0,015                             |
| Cartsdyke                   | CDY  | Inverclyde               |                           | ScotRail                     | 0,067                             | 0,072                             | 0,075                             | 0,08                              | 0,107                             |
| Castle Bar Park             | CBP  | Groot-Londen             | Ealing                    | Great Western Railway        | 0,014                             | 0,02                              | 0,097                             | 0,101                             | 0,093                             |
| Castle Cary                 | CLC  | Somerset                 | South Somerset            | Great Western Railway        | 0,183                             | 0,194                             | 0,171                             | 0,227                             | 0,232                             |
| Castleford                  | CFD  | West Yorkshire           | Wakefield                 | Northern Rail                | 0,293                             | 0,312                             | 0,304                             | 0,306                             | 0,372                             |
| Castleton                   | CAS  | Greater Manchester       | Rochdale                  | Northern Rail                | 0,081                             | 0,086                             | 0,088                             | 0,1                               | 0,123                             |
| Castleton Moor              | CSM  | North Yorkshire          | Scarborough               | Northern Rail                | 0,006                             | 0,007                             | 0,006                             | 0,006                             | 0,005                             |
| Caterham                    | CAT  | Surrey                   | Tandridge                 | Southern                     | 0,64                              | 0,685                             | 0,755                             | 0,834                             | 0,882                             |
| Catford                     | CTF  | Groot-Londen             | Lewisham                  | Southeastern                 | 0,826                             | 0,816                             | 0,932                             | 1,055                             | 0,985                             |
| Catford Bridge              | CFB  | Groot-Londen             | Lewisham                  | Southeastern                 | 0,835                             | 0,788                             | 1,631                             | 1,739                             | 1,629                             |
| Cathays                     | CYS  | Cardiff                  |                           | Transport for Wales          | 0,483                             | 0,379                             | 0,388                             | 0,509                             | 0,622                             |
| Cathcart                    | CCT  | Glasgow City             |                           | ScotRail                     | 0,36                              | 0,375                             | 0,384                             | 0,382                             | 0,463                             |
| Cattal                      | CTL  | North Yorkshire          | Harrogate                 | Northern Rail                | 0,041                             | 0,042                             | 0,046                             | 0,047                             | 0,045                             |
| Causeland                   | CAU  | Cornwall                 | Caradon                   | Great Western Railway        | 0,002                             | 0,003                             | 0,003                             | 0,003                             | 0,004                             |
| Cefn-Y-Bedd                 | CYB  | Flintshire               |                           | Transport for Wales          | 0,01                              | 0,008                             | 0,007                             | 0,008                             | 0,009                             |
| Chadwell Heath              | CTH  | Groot-Londen             | Redbridge                 | National Express East Anglia | 1,608                             | 1,557                             | 2,209                             | 2,353                             | 2,247                             |
| Chafford Hundred            | CFH  | Thurrock                 |                           | c2c                          | 1,651                             | 1,736                             | 1,953                             | 2,066                             | 2,032                             |
| Chalfont & Latimer          | CFO  | Buckinghamshire          | Chiltern                  | London Underground           |                                   |                                   | 0,447                             | 0,349                             | 0,254                             |
| Chalkwell                   | CHW  | Southend-on-Sea          |                           | c2c                          | 1,083                             | 1,146                             | 1,21                              | 1,313                             | 1,377                             |
| Chandler's Ford             | CFR  | Hampshire                | Eastleigh                 | South West Trains            | 0,155                             | 0,18                              | 0,199                             | 0,213                             | 0,236                             |
| Chapel-En-Le-Frith          | CEF  | Derbyshire               | High Peak                 | Northern Rail                | 0,035                             | 0,039                             | 0,041                             | 0,049                             | 0,048                             |
| Chapelton                   | CPN  | Devon                    | North Devon               | Great Western Railway        | 0                                 | 0                                 | 0                                 | 0                                 | 0                                 |
| Chapeltown (Yorkshire)      | CLN  | South Yorkshire          | Sheffield                 | Northern Rail                | 0,188                             | 0,206                             | 0,185                             | 0,191                             | 0,264                             |
| Chappel and Wakes Colne     | CWC  | Essex                    | Colchester                | National Express East Anglia | 0,026                             | 0,026                             | 0,029                             | 0,03                              | 0,031                             |
| Charing                     | CHG  | Kent                     | Ashford                   | Southeastern                 | 0,064                             | 0,067                             | 0,071                             | 0,088                             | 0,09                              |
| Charing Cross (Glasgow)     | CHC  | Glasgow City             |                           | ScotRail                     | 1,406                             | 1,529                             | 1,491                             | 1,478                             | 1,927                             |
| Charlbury                   | CBY  | Oxfordshire              | West Oxfordshire          | Great Western Railway        | 0,237                             | 0,232                             | 0,25                              | 0,239                             | 0,239                             |
| Charlton (Londen)           | CTN  | Groot-Londen             | Greenwich                 | Southeastern                 | 0,832                             | 0,909                             | 1,307                             | 1,506                             | 1,504                             |
| Chartham                    | CRT  | Kent                     | Canterbury                | Southeastern                 | 0,044                             | 0,05                              | 0,051                             | 0,068                             | 0,07                              |
| Chassen Road                | CSR  | Greater Manchester       | Trafford                  | Northern Rail                | 0,027                             | 0,028                             | 0,027                             | 0,03                              | 0,034                             |
| Chatelherault               | CTE  | South Lanarkshire        |                           | ScotRail                     |                                   | 0,004                             | 0,017                             | 0,023                             | 0,041                             |
| Chatham                     | CTM  | Medway                   |                           | Southeastern                 | 2,893                             | 2,945                             | 3,093                             | 3,262                             | 3,202                             |
| Chathill                    | CHT  | Northumberland           | Berwick-upon-Tweed        | Northern Rail                | 0,002                             | 0,002                             | 0,001                             | 0,002                             | 0,002                             |
| Cheadle Hulme               | CHU  | Greater Manchester       | Stockport                 | Northern Rail                | 0,288                             | 0,357                             | 0,377                             | 0,424                             | 0,573                             |
| Cheam                       | CHE  | Groot-Londen             | Sutton                    | Southern                     | 0,661                             | 0,705                             | 1                                 | 1,11                              | 1,08                              |
| Cheddington                 | CED  | Buckinghamshire          | Aylesbury Vale            | West Midland Trains          | 0,057                             | 0,065                             | 0,075                             | 0,079                             | 0,07                              |
| Chelford (Cheshire)         | CEL  | Cheshire                 | Macclesfield              | Northern Rail                | 0,022                             | 0,02                              | 0,017                             | 0,028                             | 0,029                             |
| Chelmsford                  | CHM  | Essex                    | Chelmsford                | National Express East Anglia | 6,698                             | 6,801                             | 7,113                             | 7,448                             | 7,375                             |
| Chelsfield                  | CLD  | Groot-Londen             | Bromley                   | Southeastern                 | 0,624                             | 0,627                             | 0,877                             | 0,948                             | 0,874                             |
| Cheltenham Spa              | CNM  | Gloucestershire          | Cheltenham                | Great Western Railway        | 1,037                             | 1,128                             | 1,206                             | 1,339                             | 1,529                             |
| Chepstow                    | CPW  | Monmouthshire            |                           | Transport for Wales          | 0,114                             | 0,121                             | 0,129                             | 0,146                             | 0,169                             |
| Cherry Tree                 | CYT  | Blackburn with Darwen    |                           | Northern Rail                | 0,021                             | 0,02                              | 0,023                             | 0,025                             | 0,025                             |
| Chertsey                    | CHY  | Surrey                   | Runnymede                 | South West Trains            | 0,361                             | 0,419                             | 0,431                             | 0,588                             | 0,632                             |
| Cheshunt                    | CHN  | Hertfordshire            | Broxbourne                | National Express East Anglia | 1,409                             | 1,408                             | 1,533                             | 1,692                             | 1,705                             |
| Chessington North           | CSN  | Groot-Londen             | Kingston upon Thames      | South West Trains            | 0,31                              | 0,286                             | 0,575                             | 0,611                             | 0,51                              |
| Chessington South           | CSS  | Groot-Londen             | Kingston upon Thames      | South West Trains            | 0,2                               | 0,206                             | 0,485                             | 0,582                             | 0,526                             |
| Chester                     | CTR  | Cheshire                 | Cheshire West and Chester | Transport for Wales          | 2,239                             | 2,337                             | 2,441                             | 2,608                             | 2,829                             |
| Chester Road                | CRD  | West Midlands            | Birmingham                | West Midland Trains          | 0,245                             | 0,251                             | 0,267                             | 0,296                             | 0,537                             |
| Chesterfield                | CHD  | Derbyshire               | Chesterfield              | East Midlands Railway        | 1,028                             | 1,044                             | 1,148                             | 1,181                             | 1,269                             |
| Chester-le-Street           | CLS  | Durham                   | Chester-le-Street         | Northern Rail                | 0,126                             | 0,151                             | 0,161                             | 0,193                             | 0,187                             |
| Chestfield & Swalecliffe    | CSW  | Kent                     | Canterbury                | Southeastern                 | 0,143                             | 0,147                             | 0,15                              | 0,173                             | 0,165                             |
| Chetnole                    | CNO  | Dorset                   | West Dorset               | Great Western Railway        | 0,002                             | 0,002                             | 0,003                             | 0,002                             | 0,002                             |
| Chichester                  | CCH  | West Sussex              | Chichester                | Southern                     | 2,266                             | 2,401                             | 2,6                               | 2,763                             | 2,89                              |
| Chilham                     | CIL  | Kent                     | Ashford                   | Southeastern                 | 0,028                             | 0,03                              | 0,032                             | 0,04                              | 0,041                             |
| Chilworth                   | CHL  | Surrey                   | Guildford                 | Great Western Railway        | 0,018                             | 0,017                             | 0,017                             | 0,017                             | 0,021                             |
| Chingford                   | CHI  | Groot-Londen             | Waltham Forest            | National Express East Anglia | 1,117                             | 0,995                             | 1,342                             | 1,44                              | 1,316                             |
| Chinley                     | CLY  | Derbyshire               | High Peak                 | Northern Rail                | 0,068                             | 0,067                             | 0,075                             | 0,076                             | 0,086                             |
| Chippenham                  | CPM  | Wiltshire                | North Wiltshire           | Great Western Railway        | 1,258                             | 1,316                             | 1,415                             | 1,474                             | 1,561                             |
| Chipstead                   | CHP  | Surrey                   | Reigate and Banstead      | Southern                     | 0,125                             | 0,128                             | 0,146                             | 0,165                             | 0,166                             |
| Chirk                       | CRK  | Wrexham                  |                           | Transport for Wales          | 0,032                             | 0,036                             | 0,043                             | 0,051                             | 0,055                             |
| Chislehurst                 | CIT  | Groot-Londen             | Bromley                   | Southeastern                 | 0,835                             | 0,837                             | 1,095                             | 1,176                             | 1,118                             |
| Chiswick                    | CHK  | Groot-Londen             | Hounslow                  | South West Trains            | 0,25                              | 0,304                             | 0,611                             | 0,793                             | 0,751                             |
| Cholsey                     | CHO  | Oxfordshire              | South Oxfordshire         | Great Western Railway        | 0,21                              | 0,184                             | 0,182                             | 0,19                              | 0,192                             |
| Chorley                     | CRL  | Lancashire               | Chorley                   | Northern Rail                | 0,637                             | 0,671                             | 0,704                             | 0,73                              | 0,684                             |
| Chorleywood                 | CLW  | Hertfordshire            | Three Rivers              | London Underground           |                                   |                                   | 0,65                              | 0,499                             | 0,34                              |
| Christchurch                | CHR  | Dorset                   | Christchurch              | South West Trains            | 0,357                             | 0,357                             | 0,357                             | 0,368                             | 0,402                             |
| Christs Hospital            | CHH  | West Sussex              | Horsham                   | Southern                     | 0,115                             | 0,121                             | 0,139                             | 0,139                             | 0,134                             |
| Church and Oswaldtwistle    | CTW  | Lancashire               | Hyndburn                  | Northern Rail                | 0,028                             | 0,031                             | 0,033                             | 0,032                             | 0,033                             |
| Church Fenton               | CHF  | North Yorkshire          | Selby                     | Northern Rail                | 0,049                             | 0,05                              | 0,055                             | 0,065                             | 0,064                             |
| Church Stretton             | CTT  | Shropshire               | South Shropshire          | Transport for Wales          | 0,1                               | 0,104                             | 0,112                             | 0,126                             | 0,125                             |
| Cilmeri                     | CIM  | Powys                    |                           | Transport for Wales          | 0,001                             | 0,001                             | 0,001                             | 0,001                             | 0,002                             |
| Clacton-on-Sea              | CLT  | Essex                    | Tendring                  | National Express East Anglia | 0,699                             | 0,665                             | 0,707                             | 0,704                             | 0,713                             |
| Clandon                     | CLA  | Surrey                   | Guildford                 | South West Trains            | 0,15                              | 0,142                             | 0,153                             | 0,178                             | 0,186                             |
| Clapham                     | CPY  | North Yorkshire          | Craven                    | Northern Rail                | 0,006                             | 0,006                             | 0,005                             | 0,006                             | 0,007                             |
| Clapham High Street         | CLP  | Groot-Londen             | Lambeth                   | Southern                     | 0,091                             | 0,102                             | 0,2                               | 0,242                             | 0,224                             |
| Clapham Junction            | CLJ  | Groot-Londen             | Wandsworth                | South West Trains            | 12,55                             | 12,427                            | 18,868                            | 18,181                            | 17,445                            |
| Clapton                     | CPT  | Groot-Londen             | Hackney                   | National Express East Anglia | 0,356                             | 0,329                             | 0,46                              | 0,542                             | 0,633                             |
| Clarbeston Road             | CLR  | Pembrokeshire            |                           | Transport for Wales          | 0,003                             | 0,003                             | 0,004                             | 0,004                             | 0,005                             |
| Clarkston                   | CKS  | East Renfrewshire        |                           | ScotRail                     | 0,383                             | 0,401                             | 0,431                             | 0,443                             | 0,57                              |
| Claverdon                   | CLV  | Warwickshire             | Stratford-upon-Avon       | West Midland Trains          | 0,002                             | 0,002                             | 0,002                             | 0,002                             | 0,002                             |
| Claygate                    | CLG  | Surrey                   | Elmbridge                 | South West Trains            | 0,47                              | 0,464                             | 0,519                             | 0,589                             | 0,607                             |
| Cleethorpes                 | CLE  | North East Lincolnshire  |                           | First TransPennine Express   | 0,208                             | 0,21                              | 0,228                             | 0,241                             | 0,236                             |
| Cleland                     | CEA  | North Lanarkshire        |                           | ScotRail                     | 0,049                             | 0,053                             | 0,06                              | 0,067                             | 0,075                             |
| Clifton (Manchester)        | CLI  | Greater Manchester       | Salford                   | Northern Rail                | 0                                 | 0                                 | 0                                 | 0                                 | 0                                 |
| Clifton Down                | CFN  | Bristol                  |                           | Great Western Railway        | 0,142                             | 0,153                             | 0,181                             | 0,204                             | 0,282                             |
| Clitheroe                   | CLH  | Lancashire               | Ribble Valley             | Northern Rail                | 0,202                             | 0,218                             | 0,231                             | 0,237                             | 0,227                             |
| Clock House                 | CLK  | Groot-Londen             | Bromley                   | Southeastern                 | 0,84                              | 0,868                             | 1,129                             | 1,196                             | 1,133                             |
| Clunderwen                  | CUW  | Pembrokeshire            |                           | Transport for Wales          | 0,013                             | 0,012                             | 0,014                             | 0,017                             | 0,019                             |
| Clydebank                   | CYK  | West Dunbartonshire      |                           | ScotRail                     | 0,345                             | 0,399                             | 0,389                             | 0,334                             | 0,441                             |
| Coatbridge Central          | CBC  | North Lanarkshire        |                           | ScotRail                     | 0,035                             | 0,038                             | 0,042                             | 0,042                             | 0,061                             |
| Coatbridge Sunnyside        | CBS  | North Lanarkshire        |                           | ScotRail                     | 0,434                             | 0,477                             | 0,479                             | 0,472                             | 0,591                             |
| Coatdyke                    | COA  | North Lanarkshire        |                           | ScotRail                     | 0,232                             | 0,256                             | 0,269                             | 0,291                             | 0,369                             |
| Cobham & Stoke D'abernon    | CSD  | Surrey                   | Elmbridge                 | South West Trains            | 0,483                             | 0,485                             | 0,523                             | 0,619                             | 0,606                             |
| Codsall                     | CSL  | Staffordshire            | South Staffordshire       | West Midland Trains          | 0,026                             | 0,038                             | 0,043                             | 0,055                             | 0,085                             |
| Cogan                       | CGN  | Vale of Glamorgan        |                           | Transport for Wales          | 0,127                             | 0,129                             | 0,148                             | 0,168                             | 0,188                             |
| Colchester                  | COL  | Essex                    | Colchester                | National Express East Anglia | 4,305                             | 4,288                             | 4,338                             | 4,517                             | 4,503                             |
| Colchester Town             | CET  | Essex                    | Colchester                | National Express East Anglia | 0,163                             | 0,161                             | 0,457                             | 0,452                             | 0,448                             |
| Coleshill Parkway           | CEH  | Warwickshire             | North Warwickshire        | West Midland Trains          |                                   |                                   |                                   | 0,048                             | 0,105                             |
| Collingham                  | CLM  | Nottinghamshire          | Newark and Sherwood       | East Midlands Railway        | 0,022                             | 0,023                             | 0,031                             | 0,03                              | 0,032                             |
| Collington                  | CLL  | East Sussex              | Rother                    | Southern                     | 0,097                             | 0,122                             | 0,119                             | 0,124                             | 0,124                             |
| Colne                       | CNE  | Lancashire               | Pendle                    | Northern Rail                | 0,058                             | 0,062                             | 0,061                             | 0,065                             | 0,07                              |
| Colwall                     | CWL  | Herefordshire            |                           | West Midland Trains          | 0,041                             | 0,045                             | 0,051                             | 0,056                             | 0,057                             |
| Colwyn Bay                  | CWB  | Conwy                    |                           | Transport for Wales          | 0,234                             | 0,241                             | 0,261                             | 0,262                             | 0,271                             |
| Combe (Oxfordshire)         | CME  | Oxfordshire              | West Oxfordshire          | Great Western Railway        | 0,002                             | 0,003                             | 0,003                             | 0,002                             | 0,002                             |
| Commondale                  | COM  | North Yorkshire          | Scarborough               | Northern Rail                | 0,003                             | 0,003                             | 0,003                             | 0,003                             | 0,003                             |
| Congleton                   | CNG  | Cheshire                 | Congleton                 | Northern Rail                | 0,098                             | 0,13                              | 0,158                             | 0,178                             | 0,186                             |
| Conisbrough                 | CNS  | South Yorkshire          | Doncaster                 | Northern Rail                | 0,07                              | 0,071                             | 0,067                             | 0,062                             | 0,079                             |
| Connel Ferry                | CON  | Argyll and Bute          |                           | ScotRail                     | 0,003                             | 0,003                             | 0,004                             | 0,004                             | 0,004                             |
| Cononley                    | CEY  | North Yorkshire          | Craven                    | Northern Rail                | 0,088                             | 0,099                             | 0,108                             | 0,128                             | 0,135                             |
| Conway Park                 | CNP  | Merseyside               | Wirral                    | Merseyrail                   | 0,709                             | 0,74                              | 0,783                             | 0,764                             | 1,818                             |
| Conwy                       | CNW  | Conwy                    |                           | Transport for Wales          | 0,019                             | 0,019                             | 0,023                             | 0,026                             | 0,03                              |
| Cooden Beach                | COB  | East Sussex              | Rother                    | Southern                     | 0,105                             | 0,103                             | 0,105                             | 0,107                             | 0,111                             |
| Cookham                     | COO  | Windsor and Maidenhead   |                           | Great Western Railway        | 0,181                             | 0,187                             | 0,195                             | 0,19                              | 0,195                             |
| Cooksbridge                 | CBR  | East Sussex              | Lewes                     | Southern                     | 0,027                             | 0,032                             | 0,029                             | 0,035                             | 0,039                             |
| Coombe Junction Halt        | COE  | Cornwall                 | Caradon                   | Great Western Railway        | 0                                 | 0                                 | 0                                 | 0                                 | 0                                 |
| Copplestone                 | COP  | Devon                    | Mid Devon                 | Great Western Railway        | 0                                 | 0,001                             | 0,002                             | 0,005                             | 0,007                             |
| Corbridge                   | CRB  | Northumberland           | Tynedale                  | Northern Rail                | 0,066                             | 0,068                             | 0,065                             | 0,068                             | 0,076                             |
| Corkerhill                  | CKH  | Glasgow City             |                           | ScotRail                     | 0,126                             | 0,147                             | 0,153                             | 0,155                             | 0,213                             |
| Corkickle                   | CKL  | Cumbria                  | Copeland                  | Northern Rail                | 0,007                             | 0,018                             | 0,018                             | 0,023                             | 0,014                             |
| Corpach                     | CPA  | Highland                 |                           | ScotRail                     | 0,002                             | 0,002                             | 0,002                             | 0,002                             | 0,002                             |
| Corrour                     | CRR  | Highland                 |                           | ScotRail                     | 0,011                             | 0,01                              | 0,011                             | 0,013                             | 0,013                             |
| Coryton (Cardiff)           | COY  | Cardiff                  |                           | Transport for Wales          | 0,252                             | 0,254                             | 0,254                             | 0,266                             | 0,277                             |
| Coseley                     | CSY  | West Midlands            | Dudley                    | West Midland Trains          | 0,099                             | 0,111                             | 0,117                             | 0,127                             | 0,248                             |
| Cosford                     | COS  | Shropshire               | Bridgnorth                | West Midland Trains          | 0,053                             | 0,045                             | 0,046                             | 0,06                              | 0,075                             |
| Cosham                      | CSA  | Portsmouth               |                           | South West Trains            | 0,65                              | 0,682                             | 0,664                             | 0,669                             | 0,811                             |
| Cottingham                  | CGM  | East Riding of Yorkshire |                           | Northern Rail                | 0,215                             | 0,214                             | 0,209                             | 0,199                             | 0,2                               |
| Cottingley                  | COT  | West Yorkshire           | City of Leeds             | Northern Rail                | 0,025                             | 0,033                             | 0,044                             | 0,054                             | 0,073                             |
| Coulsdon South              | CDS  | Groot-Londen             | Croydon                   | Southern                     | 0,921                             | 1,04                              | 1,362                             | 1,555                             | 1,39                              |
| Coulsdon Town               | CDN  | Groot-Londen             | Croydon                   | Southern                     | 0,183                             | 0,178                             | 0,285                             | 0,329                             | 0,296                             |
| Coventry                    | COV  | West Midlands            | Coventry                  | Virgin Trains                | 2,36                              | 2,719                             | 2,875                             | 3,04                              | 4,52                              |
| Cowden                      | CWN  | Kent                     | Sevenoaks                 | Southern                     | 0,011                             | 0,021                             | 0,026                             | 0,032                             | 0,034                             |
| Cowdenbeath                 | COW  | Fife                     |                           | ScotRail                     | 0,136                             | 0,142                             | 0,151                             | 0,146                             | 0,155                             |
| Cradley Heath               | CRA  | West Midlands            | Sandwell                  | West Midland Trains          | 0,209                             | 0,232                             | 0,242                             | 0,288                             | 0,649                             |
| Craigendoran                | CGD  | Argyll and Bute          |                           | ScotRail                     | 0,149                             | 0,163                             | 0,159                             | 0,18                              | 0,201                             |
| Cramlington                 | CRM  | Northumberland           | Blyth Valley              | Northern Rail                | 0,068                             | 0,077                             | 0,083                             | 0,088                             | 0,09                              |
| Craven Arms                 | CRV  | Shropshire               | South Shropshire          | Transport for Wales          | 0,072                             | 0,081                             | 0,089                             | 0,1                               | 0,103                             |
| Crawley                     | CRW  | West Sussex              | Crawley                   | Southern                     | 1,585                             | 1,689                             | 1,802                             | 1,899                             | 1,881                             |
| Crayford                    | CRY  | Groot-Londen             | Bexley                    | Southeastern                 | 1,012                             | 1,028                             | 1,302                             | 1,366                             | 1,327                             |
| Crediton                    | CDI  | Devon                    | Mid Devon                 | Great Western Railway        | 0,022                             | 0,023                             | 0,024                             | 0,027                             | 0,032                             |
| Cressing                    | CES  | Essex                    | Braintree                 | National Express East Anglia | 0,049                             | 0,04                              | 0,04                              | 0,038                             | 0,031                             |
| Cressington                 | CSG  | Merseyside               | Liverpool                 | Merseyrail                   | 0,12                              | 0,152                             | 0,165                             | 0,17                              | 0,456                             |
| Creswell                    | CWD  | Derbyshire               | Bolsover                  | East Midlands Railway        | 0,042                             | 0,042                             | 0,043                             | 0,039                             | 0,04                              |
| Crewe                       | CRE  | Cheshire                 | Crewe and Nantwich        | Virgin Trains                | 1,529                             | 1,652                             | 1,75                              | 1,9                               | 1,954                             |
| Crewkerne                   | CKN  | Somerset                 | South Somerset            | South West Trains            | 0,097                             | 0,092                             | 0,093                             | 0,099                             | 0,099                             |
| Crews Hill                  | CWH  | Groot-Londen             | Enfield                   | Govia Thameslink Railway     | 0,027                             | 0,033                             | 0,042                             | 0,062                             | 0,084                             |
| Crianlarich                 | CNR  | Stirling                 |                           | ScotRail                     | 0,011                             | 0,01                              | 0,011                             | 0,011                             | 0,011                             |
| Criccieth                   | CCC  | Gwynedd                  |                           | Transport for Wales          | 0,013                             | 0,013                             | 0,017                             | 0,025                             | 0,019                             |
| Cricklewood                 | CRI  | Groot-Londen             | Barnet                    | Govia Thameslink Railway     | 0,421                             | 0,432                             | 1,542                             | 1,211                             | 1,042                             |
| Croftfoot                   | CFF  | South Lanarkshire        |                           | ScotRail                     | 0,12                              | 0,14                              | 0,156                             | 0,162                             | 0,179                             |
| Crofton Park                | CFT  | Groot-Londen             | Lewisham                  | Southeastern                 | 0,353                             | 0,34                              | 0,51                              | 0,655                             | 0,609                             |
| Cromer                      | CMR  | Norfolk                  | North Norfolk             | National Express East Anglia | 0,134                             | 0,132                             | 0,138                             | 0,182                             | 0,189                             |
| Cromford                    | CMF  | Derbyshire               | Derbyshire Dales          | East Midlands Railway        | 0,014                             | 0,014                             | 0,014                             | 0,017                             | 0,021                             |
| Crookston                   | CKT  | Glasgow City             |                           | ScotRail                     | 0,081                             | 0,1                               | 0,113                             | 0,115                             | 0,133                             |
| Cross Gates                 | CRG  | West Yorkshire           | City of Leeds             | Northern Rail                | 0,239                             | 0,26                              | 0,282                             | 0,295                             | 0,402                             |
| Crossflatts                 | CFL  | West Yorkshire           | Bradford                  | Northern Rail                | 0,177                             | 0,187                             | 0,194                             | 0,213                             | 0,291                             |
| Crosshill                   | COI  | Glasgow City             |                           | ScotRail                     | 0,29                              | 0,321                             | 0,321                             | 0,326                             | 0,345                             |
| Crosskeys                   | CKY  | Caerphilly               |                           | Transport for Wales          |                                   |                                   |                                   | 0                                 | 0,067                             |
| Crossmyloof                 | CMY  | Glasgow City             |                           | ScotRail                     | 0,235                             | 0,274                             | 0,3                               | 0,346                             | 0,448                             |
| Croston                     | CSO  | Lancashire               | Chorley                   | Northern Rail                | 0,039                             | 0,037                             | 0,042                             | 0,042                             | 0,044                             |
| Crouch Hill                 | CRH  | Groot-Londen             | Islington                 | London Overground            | 0,045                             | 0,045                             | 0,271                             | 0,244                             | 0,19                              |
| Crowborough                 | COH  | East Sussex              | Wealden                   | Southern                     | 0,175                             | 0,259                             | 0,324                             | 0,366                             | 0,351                             |
| Crowhurst                   | CWU  | East Sussex              | Rother                    | Southeastern                 | 0,04                              | 0,047                             | 0,05                              | 0,054                             | 0,054                             |
| Crowle                      | CWE  | North Lincolnshire       |                           | Northern Rail                | 0,019                             | 0,022                             | 0,026                             | 0,029                             | 0,028                             |
| Crowthorne                  | CRN  | Bracknell Forest         |                           | Great Western Railway        | 0,251                             | 0,253                             | 0,271                             | 0,275                             | 0,269                             |
| Croy                        | CRO  | North Lanarkshire        |                           | ScotRail                     | 0,717                             | 0,829                             | 0,935                             | 0,957                             | 1,155                             |
| Crystal Palace              | CYP  | Groot-Londen             | Bromley                   | Southern                     | 0,906                             | 1,038                             | 1,467                             | 1,671                             | 1,62                              |
| Cuddington                  | CUD  | Cheshire                 | Cheshire West and Chester | Northern Rail                | 0,045                             | 0,047                             | 0,049                             | 0,052                             | 0,053                             |
| Cuffley                     | CUF  | Hertfordshire            | Welwyn Hatfield           | Govia Thameslink Railway     | 0,556                             | 0,557                             | 0,579                             | 0,617                             | 0,611                             |
| Culham                      | CUM  | Oxfordshire              | South Oxfordshire         | Great Western Railway        | 0,039                             | 0,037                             | 0,045                             | 0,047                             | 0,06                              |
| Culrain                     | CUA  | Highland                 |                           | ScotRail                     | 0,002                             | 0,002                             | 0,002                             | 0,002                             | 0,002                             |
| Cumbernauld                 | CUB  | North Lanarkshire        |                           | ScotRail                     | 0,211                             | 0,237                             | 0,247                             | 0,219                             | 0,257                             |
| Cupar                       | CUP  | Fife                     |                           | ScotRail                     | 0,189                             | 0,202                             | 0,219                             | 0,229                             | 0,227                             |
| Curriehill                  | CUH  | Edinburgh                |                           | ScotRail                     | 0,04                              | 0,044                             | 0,041                             | 0,043                             | 0,047                             |
| Cuxton                      | CUX  | Medway                   |                           | Southeastern                 | 0,033                             | 0,037                             | 0,042                             | 0,042                             | 0,043                             |
| Cwmbach                     | CMH  | Rhondda Cynon Taf        |                           | Transport for Wales          | 0,014                             | 0,014                             | 0,021                             | 0,02                              | 0,02                              |
| Cwmbran                     | CWM  | Torfaen                  |                           | Transport for Wales          | 0,184                             | 0,177                             | 0,21                              | 0,242                             | 0,263                             |
| Cynghordy                   | CYN  | Carmarthenshire          |                           | Transport for Wales          | 0,002                             | 0,002                             | 0,001                             | 0,001                             | 0,002                             |

A · 
B · 
C · 
D · 
E · 
F · 
G · 
H · 
I · 
J · 
K · 
L · 
M · 
N · 
O · 
P · 
Q · 
R · 
S · 
T · 
U · 
V · 
W · 
X · 
Y · 
Z

Alle stations (sorteerbaar)